# Артемівка (Бориспільський район)
Арте́мівка — село в Україні, у Бориспільській міській громаді Бориспільського району Київської області. Населення становить 293 особи.
Була заснована сеньківським жителем Артемом Кацаном, який переселився сюди 1929 року. Назва села — від імені засновника. В 1977—2020 роках село підпорядковувалось Кучаківській сільській раді. Нині у складі Бориспільської міської громади.
На території села діє Центр Духовного Мистецтва "Мерказ рухані ле-Аманут" дав-євр. מרכז רוחני לאמנות англ. Spiritual & Artistic Hub Amanut

## Населення

### Мова
Розподіл населення за рідною мовою за даними перепису 2001 року:
| Мова            | Кількість | Відсоток |
| --------------- | --------- | -------- |
| українська      | 287       | 97.95%   |
| російська       | 4         | 1.37%    |
| білоруська      | 1         | 0.34%    |
| інші/не вказали | 1         | 0.34%    |
| Усього          | 293       | 100%     |